# 조선 (산업)

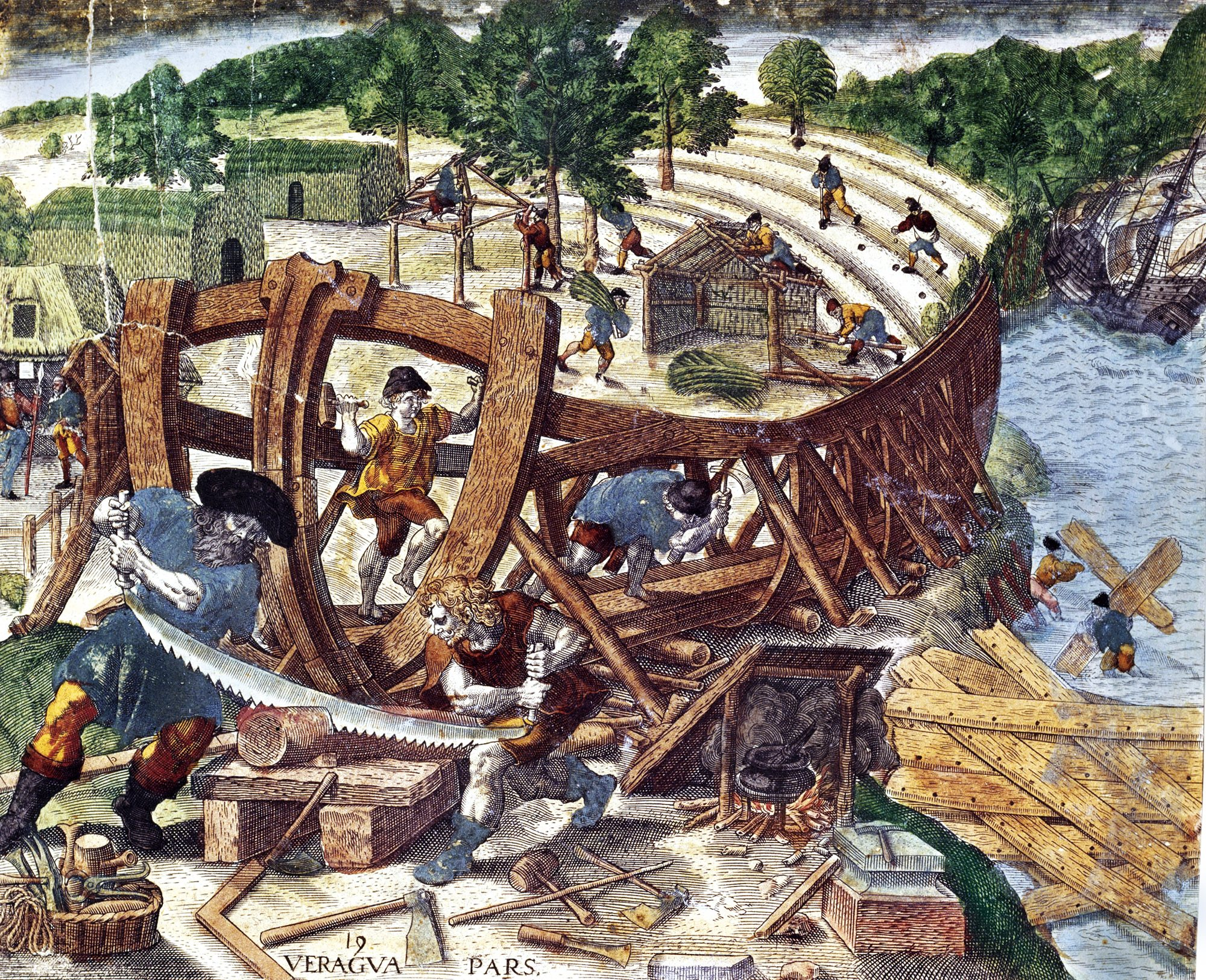
1541년 원정대의 선원들이 범선을 짓고있는 모습

조선(造船, 문화어: 배무이)은 선박의 설계하고 제작하는 일을 말한다. 통상 전문화된 시설인 조선소에서 선박을 건조하는데, 이러한 선박의 건조와 수리는 주로 상업적, 군사적 목적으로 이루어진다.

선박 제작을 연구하는 학문을 조선공학이라고 부르며, 선박을 건조하는 산업체를 조선업이라고 부른다.

건조된 선박들은 수명, 자원 재활용 등의 이유로 절차와 방법을 따라 해체된다. 보트의 건조는 보트 건조로 별도로 다루기도 한다.

## 역사

### 선사 시대
호모 에렉투스가 바다를 건너 이주했으므로, 선사 시대중 현생 인류가 등장하기 이전에도 뗏목이나 보트 수준의 배가 해협을 건너는데 사용되었다고 믿어진다.
현생 인류 또한 약 5만년 전에 오스트레일리아와 뉴기니 일대로 진출하기 위해 항해를 해야 했고, 아시아에서 월리스선을 넘어 월리시아(Wallacea)를 거쳐 리데커선(Lydekker)을 넘어 뉴기니를 포함한 호주 대륙(사훌)로 가기 위해 항해 기술이 있어야 했다.:26 오스트레일리아로 이주하기 전에 인류가 항해한 적이 있는지 여부에 대해서는 알려진 것이 부족하다.:26

가장 오래된 선박중 남아있는 것은 페세 카누(Pesse canoe)로 탄소 연대 측정 결과 , 8040BC에서 7510BC사이에 제작되었다. 가장 오래된 선박을 묘사한 유적은 노르웨이에서 발견되었는데, 발레(Valle)에서 발견된 암면 미술 작품이다. 4 m 길이의 긴 보트 그림이 새겨져 있으며 1만년전에서 1.1만년전 사이에 제작된 것으로 밝혀졌다.

### 기원전 제4천년기
문명이 발달하면서 여러 조각의 나무를 이어 점차 큰 배들이 제작되기 시작했다.

#### 메소포타미아
돛이 있는 범선에 대한 최초의 묘사는 메소포타미아의 우바이드 시대에 나타난다. 점토 모형과 채색된 원판에 기록이 되었고, 갈대류로 만들어졌고 두다리 돛대(bipod mast)를 가지고 있었던 것으로 여겨지며, 배의 잔해로 추정되는 것도 발견되었는데 역청에 따개비가 달라붙은 잔해가 발견되어, 배에 역청으로 코팅을 했다고 여겨진다. 유적지의 위치에서 볼때, 우바이드 문화 사람들은 페르시아만을 따라 무역을 하였던 것으로 보인다.

#### 고대 이집트
고대 이집트에 대한 연구 증거는 초기 이집트인들이 기원전 3100년에 나무 판자를 선체로 조립하는 법을 알았다. 기원전 4000년 제작된 이집트 도자기에는 하천에서 사용되었을 보트의 디자인이 기록되어있다. 미국고고학회의 보고서에는 가장 오래된 출토된 배를 아비도스 보트(Abydos boat)라고 보고한다. 이 배는 아비도스에서 출토된 이집트 제1왕조시대의 14척의 배 유적으로 나무판자를 꿰어 묶는 방식으로 제작되었다. 이집트학자 데이비드 오코너(David O'Connor)에 의해 발견되었고, 끈으로 나무판자를 묶은 뒤 갈대 비슷한 식물 파피루스나 잔디류로 빈틈을 메꾸어 주었다. 이집트 제2왕조의 마지막 파라오인 카세켐위 무덤 근처에서 묻힌채로 발견되어 모두 카세켐위를 위해 제작된 것으로 추정되었으나, 14척 중 1척의 연대측정은 기원전 3000년으로 거슬러 올라가며 함께 묻혀 관련이 있는 도자기 병도 다른 배보다 먼저 제작되었음을 시사한다. 기원전 3000년전으로 거슬로 올라가는 배는 23 m 길이로, 다른 이전 파라오를 위해 제작된 것으로 믿어진다. 오코 교수는 호르-아하를 위해 제작된 배일 수도 있다고 추측했다.

### 기원전 3천년기

#### 고대 이집트
초기 이집트인들은 나무판자를 나무못으로 결합시키는 방법, 피치를 틈 메우기를 위해 활용하는 방법을 알았다. 쿠푸의 배는 이집트 제4왕조 시대 기자의 피라미드군 유적에 있는 기자의 대피라미드의 아랫쪽 끝부분 옆에 있는 구덩이에 묻혀있으며, 43.6 m 길이의 온전하게 남아있는 대형선이다. 태양의 돛단배를 상징한 것으로 추정된다. 초기 이집트인들은 장부이음으로 홈을 맞추는 방법 역시 알고 있었다.

### 기원전 2천년기

#### 오스트로네시아
1500 BC경 해양 동남아시아의 오스트로네시아인들은 V자형 사각돛을 개량해 게발톱돛(crab claw sail)을 발명했다. 오스트로네시아인이 만든 다른 돛의 발명에 영향을 미친 것으로 믿어진다.

## 선박의 건조
선박의 건조는 자동차 또는 전자 제품 등과 달리 철저히 주문 생산으로 이루어지는 것이 기본이다. 선박 수주에서 인도까지 보통 2년 정도의 긴 시간이 걸린다. 선박을 건조하는 조선소마다 표준적인 설계 도면을 가지고는 있지만 선박을 발주한 선주사의 요구 사항과 감독 관청의 규정에 따라 완전히 동일한 선박은 존재하지 않는다.
선박건조는 먼저 설계로부터 시작된다. 설계에 있어서는 집화(集化)·속도에 순응할 수 있는 크기의 결정, 화물 종류에 의한 선형(船型) 및 적화장치, 가장 적당한 경제속력, 항속거리의 결정, 기관형식의 선정 등이다. 이러한 설계에 따른 선체 각부의 형체를 떠서 강판에다가 점과 선으로 표시하는 마킹공정이 뒤따른다. 그것은 가공공정의 코킹(caulking)을 거쳐서 선대조립 후에 진수시킨 후 주기관설치와 의장 등의 마감공정이 이루어진다.  이러한 조선에 쓰이는 재료는 선가(船價)를 구성하는 요소 중 약 60%∼70%를 차지하므로 생산공정에서의 재료비의 절약은 선가에 중대한 영향을 미치게 된다.  조선에 쓰이는 중요재료로는 가압연강·선철·주철관·단강(鍛鋼) 및 주강(鑄鋼)·용접봉·특수강·목재·신동품·청동주물·화이트 메탈(white metal)·비철금속·철선·못·함석·도료(塗料)·로프·석면(石綿)·내화벽돌 등이다. 이 중 강재가 차지하는 비율은 중량으로 볼 때 화물선이 약 60%, 유조선이 약 70%이다.
배를 만드는 순서는 배의 종류와 크기에 따라서 여러 가지 다른 점이 파생되나, 일반적인 대형선의 수주에서 인도까지의 흐름은 다음과 같다.

### 연구개발
배를 건조하기 위해서는 운항할 해상 조건과 목적에 맞게 선형(선박 형태), 추진력 등을 감안한 연구개발이 선행돼야 한다. 안전성, 경제성을 비롯해 최근에는 친환경을 고려해 어떤 모양의 선박을, 어떤 장비를 설치해 만들 것인지 초기 개념부터 건조 후 성능 실현까지 해내는 과정이 연구개발과정이다.
실제 선박 모양 크기를 축소해 수조 실험시설에서 실험해 성능을 사전 검증하기도 한다. 자세한 내용은 세계 3위 안에 드는 조선소인 대우조선해양에서 만든 선박연구개발 과정 동영상을 보면 알 수 있다. https://www.youtube.com/watch?v=LBCCE7HQuYI

### 계획 및 수주
새로운 배를 만들 경우에는 1) 어떤 항로(航路)에 사용할 것인가, 2) 무엇을 실을 것인가, 3) 어떠한 항구를 출입할 것인가 등을 생각해서 배의 종류, 크기, 속력 등을 정해서 조선회사(造船會社)에 주문한다.

### 설계
속력·안정성·강함 등의 중요한 요소의 연관 관계를 잘 생각해서 주문한 측의 희망에 알맞은 배를 만들기 위한 기본 계획을 세운다. 속력에 대해서는 배의 모형을 수조 속에서 달리게 하는 선형시험(船型試驗)에서 그 배에 알맞은 주기관의 출력이나 모양을 찾아낸다. 또한 안정성이나 강함에 대해서도 실험이나 계산에 의해서 계획을 진행시킨다. 선실이나 기계류의 배치도 여러 가지 면에서 검토하고 많은 도면(圖面)을 그린다. 설계는 대단히 중요하다.

### 자재의 수배
상세한 공사용의 설계도면(設計圖面)이 완성되기 전에 우선 간단한 재료를 선택하는 도면을 만들어 필요한 재료·기계·기구류(器具類) 등의 표를 만들어 그 때부터 배를 만드는 순서에 맞도록 수배한다.

### 재료의 가공
상세한 설계가 완성되면 공장에서는 도면에 따라서 강재(鋼材)를 자르거나 굽히거나 한다. 강재를 자를 때는 투영기(投影機)나 매그니그래프로 축적된 원도(原圖)를 실물 크기로 확대해서 강판 위에 그린 다음에 모노포르로 자르는 경우가 많다. 또한 프렘플레너로 강판을 평행으로 절단한 것을 전기용접으로 붙인다. 강재를 정해진 모양으로 구부리기 위해서는 벤딩롤러가 사용된다. 이와 같이 하여서 선체를 조립하는 부품재료(部品材料)를 만들어 간다.

### 선체조립
부품재료가 완성되면 마침내 조립을 시작한다. 우선 부재(部材)를 선대(船臺) 또는 건조독의 옆에 있는 용접 공장에서 배의 몇 부분씩을 전기용접으로 붙여서 조립한다. 이러한 부분 부분을 블록(block)이라고 말하며, 블록을 크레인으로 선대나 건조독으로 운반한다. 거기서 각 블록을 용접으로 연결시켜서 배 모양으로 매듭을 짓는다. 이러한 조선 방법을 블록 건조방식이라고 부르며, 이 방법의 채용으로 배를 만드는 시간이 대단히 단축되었다. 선체가 만들어지면 갑판 위의 구조물이나 프로펠러 등을 장치하고 마침내 진수식(進水式)을 맞이하게 된다.

### 진수
진수는 선대에서 만드는 경우에는 윤활유(潤滑油)나 볼 베어링(ball bearing) 등을 사용해서 선대 위에서 선미쪽부터 물속으로 밀어보낸다. 건조독에서 만드는 경우에는 독 속에 물을 넣어서 배를 뜨게 한 다음에 밖으로 끌어낸다. 진수할 때는 관계자가 모여서 배의 탄생을 축하하는 진수식이 거행되며, 이와 함께 배의 명명식(命名式)도 거행된다. 진수식은 배의 한평생 가운데 가장 엄숙한 식이다.

### 의장
진수가 끝난 배는 의장안벽(艤裝岸璧)으로 예인선에 의해서 끌려가서 항해에 필요한 주기관과 기타 여러 가지의 기계·기구 등이 실려지며, 또한 여러 가지 설비나 선실의 장치 등의 공사가 행해진다. 이것을 의장이라 한다.

### 해상 시운전
의장 공사가 끝나게 되면 배를 독에 넣어서 배 밑이나 프로펠러를 조사하고 페인트를 칠하고 깨끗하게 단장한다. 그 때부터 예행운전을 한 후에 화려한 공시운전(公試運轉)을 받게 된다. 공시운전에는 관청·선박협회·선주(船主)와 기타 관계자가 입회한다. 배를 실제로 달리게 하여 계획대로의 성능을 나타내느냐의 여부를 조사한다. 전진·후진·선회(旋回)·전속전진·정지 등을 되풀이해서 선체나 엔진의 성능을 조사하고 항해기구나 무선설비도 엄밀하게 검사·확인한다. 공시운전은 말하자면 졸업시험과 같은 것으로서 무사히 합격한 배는 선주에게 인계되어 첫 항해를 하게 된다.

### 건조기간과 관련공업
배를 건조하는 데 필요한 기간은 배의 종류·크기·조선소의 설비에 따라서 다르다. 근년에는 용접의 대폭적인 채용, 블록 건조방식의 채용으로 공사기간은 대단히 단축되었다. 선진국에서는 기공에서 진수까지 2∼3개월, 진수에게 의장의 완수까지 2∼3개월이 보통이다. 배를 만들기 위해서는 철강·구리·목재와 기타 각종재료, 그리고 주기관을 비롯한 기계·항해용계기(航海用計器)·기구·통신기·가구 등을 필요로 한다. 따라서 이러한 관련공업이 발달되어 있어야 좋은 배를 만들 수 있다.

## 조선업의 경영형태
선박을 건조하는 조선공업은 다수의 재료와 부분품으로 건조되는 것으로 산업의 전부문에 관계되는 종합공업이다. 조선공업의 경영형태를 살펴보면 조선공업의 특징에 따라 다음과 같이 분류할 수 있다.  첫째 형태는 주문생산형식이다. 이것은 개별주문이나 청부계약에 의한 생산경영형태로서, 선박의 종류도 함정(艦艇)·상선(商船) 등 다양하다. 또한 같은 종류의 선박이라도 취항항로·적재화물의 성질이 다르므로 표준화가 어려울 뿐만 아니라, 선주(船主)의 취향 및 노하우를 선박에 활용하기 위해서도 이 생산형태가 이용된다.  둘째, 조선공업의 경영형태는 조선전업 경영형태와 겸업 경영형태의 둘로 나눌 수 있다. 전자는 선박의 건조·수리를 주로 하는 형태임에 대하여, 후자는 자동차·항공기·철도차량 등 대형 산업기계까지를 겸업하는 종합중공업의 한 부문으로서 조선공업을 행하고 있는 형태이다. 특히, 유럽의 조선공업의 경우는 전업경영형태이며, 선박의 신조(新造)·수리전문 회사도 많다. 또한 선박의 중요 부분품을 외부주문에 의하는 철저한 분업화 또는 다각화하는 사업부제도를 도입하는 기업이 많아지고 있다.

## 조선 산업의 현황
제2차 세계 대전 이후 조선업은 여러 나라에서 전략적으로 육성됐다. 조선업의 파급효과가 컸기 때문이다. 조선업을 통해 숙련된 조선공들이 육성됐고, 막대한 고용이 창출됐다. 또한, 선박의 강판을 만드는데 필요한 강철을 공급하기 위해 제철 산업도 성장했다. 조선소에 원재료를 실어나르기 위한 철도, 도로 등 사회간접자본이 만들어졌고, 엔진 공장도 설립됐다. 무엇보다도 조선소는 해군 전함과 상선을 수리하고, 생산하는 역할을 했기 때문에 각국이 전략적으로 육성했다.
| 국가     | 총톤수    | % 배 완성 (2015년 1분기) |
| -------- | --------- | ------------------------ |
| 대한민국 | 2,310,000 | 41.0%                    |
| 일본     | 1,620,000 | 28.9%                    |
| 중국     | 1,350,000 | 24.0%                    |
| 기타     | 340,000   | 6.1%                     |

1983년 이후 장기적인 조선불황으로 감퇴세를 지속해 왔던 세계의 조선공업은 1988년부터 신조선 수주실적이 회복세를 보이기 시작하면서 1980년대 최고수준을 기록하였던 1983년의 수주실적에 거의 근접하는 1,930만G/T을 기록하였다.  이는 세계 해운시장의 호조에 따른 선복수요 증가, 대형유조선(VLCC)을 중심으로 한 노후비경제선의 대체수주 증가, 선가상승을 우려한 해운회사들의 조기발주지향 등에 기인한 것으로 분석되었다.  수주동향과 밀접한 관련이 있는 신조선 수주잔량은 1985∼1988년간 연평균 3,000만G/T을 초과하지 못하는 부진을 보였으나 1989년에는 신조선 수주증가에 힘입어 3,100만G/T로 증가하였다. 신조선 건조실적은 1984∼1985년간 일시적인 호조를 보였으나 이후 수주량의 감소와 함께 하락세를 지속하여 1988년에는 1975년의 3분의 1 수준에도 미달하는 1,090만G/T에 그쳐 사상최저를 기록하였다. 1993년에는 일본의 건조량 급증 등으로 전년대비 10.0%가 증가한 2,002만G/T에 달했다. 선종별로는 대형유조선의 대체건조가 늘어나고 있으며 살물선(撒物船)의 건조도 회복세에 있는데, 화물운송의 컨테이너화와 대체에너지 수요의 증대로 컨테이너선· LPG선·LNG선 등 특수선의 건조비중이 점차로 높아지고 있다.

### 대한민국의 현황
한국의 조선공업이 본궤도에 진입할 기틀이 마련된 것은 1970년대 초반에 정부의 적극적인 육성정책의 추진과 더불어 1974년 단일조선소로는 세계의 최대규모인 현대조선이 가동되면서부터였다. 그후 1980년대에는 대우조선·삼성중공업 등 대형조선소가 연이어서 가동이 됨으로써 외형적으로는 괄목할 만한 성장을 거듭하며 현재에는 일본에 이어 세계 제2위의 조선국으로 부상하였다.
1987년 세계 전체 수주량의 30.2%에 달하는 416만G/T를 수주하여 최고 수주를 기록했던 한국의 조선공업은 1989년에는 전년대비 17%가 증가한 3,223만 3천G/T에 그쳐 세계 전체 수주량의 증가율 63%에 비해 현격한 부진을 나타냈다.  1996년에는 세계적인 발주량 감소, VLCC의 대체발주 지연, 1995년 하반기 이후의 엔화 절하추세 안정에 따른 대일 가격경쟁력 약화, 저선가 수주자제 등으로 1996년 11월 말 현재 1995년 동기 대비 27.0% 감소한 44만 7,000G/T의 수주 실적을 보였다.
2014년 11월 이후로 세계 시장에서 해양플랜트의 발주가 중단되면서 조선업계에 위기가 닥쳐왔다. 조선업의 위기로 인해 현대중공업이 위치한 울산광역시에서는 2015년 1분기에 비해 2016년 1분기에 구직급여 신규 신청자의 수가 1,458명에서 9,454명으로 대량으로 증가했다.
조선업체수는 1989년 말 총 252개 사로서 규모별로는 신조선업체의 경우 대형조선소가 4개 사, 중형조선소가 6개 사로 1980년 이후 별 변동이 없으며 소형조선소는 1986년 253개 사에서 1987년 240개 사로 감소된 이래 변동이 없고 수리전문업체는 2개 사로 1982년 이래 변동이 없다.  인력구성면을 살펴보면 시설자동화의 미비와 관리능력의 부족으로 인하연 기술직 1인당 기능인력이 4.9인으로 나타나서 일본의 2.1인에 비하여 기능인력의 과다현상을 보이고 있다.

## 주요 자격증
- 조선기술사
- 선박건조기술사
- 조선기사
- 조선산업기사
- 전산응용조선제도기능사